# Z+(4430)
Z+(4430) とは、粒子の1つ。D*+中間子とD0*中間子が強い相互作用で結びついた内部構造を有していると推定され、未発見である中間子分子であることが期待されている。

## 概要
Z+(4430) は、2007年に高エネルギー加速器研究機構のBelle実験グループが発見した新たな粒子である。まだ存在が確定していないため、暫定名が与えられている。Zは、同じ質量に存在する別の種類と考えられている未確定新粒子である X(4430) 、Y(4430) と区別するために付けられた記号である。カッコ内の数字は、粒子の質量をMeV単位で表したものである。

## 性質
Z+(4430) は、KEKB加速器で電子と陽電子の衝突によって生み出された約6億6000万個のB(±)中間子の崩壊を解析することで発見された。そして、B+中間子がK中間子と未知の粒子に崩壊し、未知の粒子はψ'中間子とπ±中間子に崩壊するパターンが約120例見つかった。解析の結果、約4433MeVという、陽子の約4.7倍の質量を持つ粒子である事がわかり、また+1eに荷電していることから Z+(4430) と名づけられた。

## 構造
Z+(4430) は、チャームクォークと反ダウンクォークで構成されたD*+中間子と、反チャームクォークとアップクォークで構成されたD0*中間子という2個の中間子が、それぞれ強い相互作用で結合した中間子分子であることが期待されている。中間子分子の発見は X(3872) や Y(4260) などの前例があるが、どれも電荷は0である。中間子分子を構成する中間子は、チャームクォークと反チャームクォークを含むチャーモニウム中間子であると推定されており、電荷が0の中間子は、合計4個のクォークで構成されたものではなく、単なるチャーモニウム中間子である可能性を否定できない。これに対して、+1eの電荷を持つ Z+(4430) は、4個のクォークで構成された、最低でもテトラクォークである可能性がこれまで以上に高い粒子である。シミュレーションの結果、恐らくテトラクォークよりも中間子分子である可能性がある事が示されている。
なお、BaBar実験グループによる追試では、Z+(4430) およびその反対の電荷を持つ Z-(4430) を発見することは出来なかった。しかし、Belle実験グループは、BaBar実験グループの統計量は十分ではないとして反論しており、今のところ発見を確定する要素も明確に否定する要素もないまま、両実験グループは研究を終了している。